# Nauphanthopsis
Nauphanthopsis is een geslacht van neteldieren uit de familie van de Periphyllidae.

## Soort
- Nauphanthopsis diomedeae Fewkes, 1885